# Шахова олімпіада 2010
39-та Всесвітня шахова олімпіада проходила від 20 вересня до 4 жовтня 2010 року в російському Ханти-Мансійську. Вона стала наймасовішим командним змаганням шахістів за всю історію проведення таких турнірів. Як повідомляли організатори, з'їхалося близько трьох тисяч осіб із понад 160 країн, серед яких 2,2 тисячі — безпосередні учасники (спортсмени, тренери та судді), решта — журналісти й гості. Шахові бої точилися два тижні на 650 шахівницях. На старт змагання вийшли 264 команди, які представляли 145 країн. До Югри прибули 19 із 20 найкращих за рейтингом гравців світу.
Шахова олімпіада стала значимою подією не лише в шаховому світі, зокрема Центральний банк Російської Федерації випустив срібну пам'ятну монету номіналом 3 рублі, присвячену олімпіаді (тираж: 5 тисяч примірників), а «Пошта Росії» випустила спеціальну серію поштових конвертів у кількості 500 тисяч примірників також присвячених олімпіаді.
Спеціально до Шахової Олімпіади 2010 Федерація шахів України випустила книгу Олени Бойцун «Ukraine at the 2010 Chess Olympiad» англійською мовою, що була високо оцінена міжнародною шаховою спільнотою. У книзі представлені інтерв'ю з членами чоловічої та жіночої Олімпійської команди з шахів, а також із тренерами Володимиром Тукмаковим та В'ячеславом Ейнгорном.

## Результати
Українська жіноча збірна, яка здобувала «золото» 2006 року в Турині і «срібло» 2008 року в Дрездені, цьогоріч посіла лише 9-ту сходинку із 15-ма очками (7 перемог, 1 нічия і 3 поразки). Відмінною можна визнати лише гру Інни Гапоненко на четвертій шахівниці (7,5 очок у 8-ми іграх) і Марії Музичук, яка стала найкращим запасним гравцем (6,5 очок у 9-ти іграх). Першим трьом «шахівницям» української збірної, Катерині Лагно, Наталії Жуковій і Анні Ушеніній цього разу не поталанило.
Чоловіча збірна України з 19-ма командними балами здобула перемогу на цих змаганнях.
Як зазначив президент Федерації Шахів України — Віктор Капустін, перемога української збірної не стала сюрпризом:
|  | Україна за всіма своїми шаховими показниками — за сукупним рейтингом шахістів, кількістю гросмейстерів і міжнародних майстрів, масовістю гри та багатьма іншими критеріями — посідає друге місце у світі. |

Але водночас і не була простою:
|  | Росія виставила на турнір відразу вісім команд (п’ять чоловічих і три жіночі), хоча правила ФІДЕ дозволяють не більш як три чоловічих команди для господарів. Незрозуміло також, чому перша і друга російські збірні грали між собою в сьомому турі. Адже гра між збірними однієї країни дозволяється до третього туру включно, щоб виключити вплив на кінцевий результат. Були й деякі інші, менш значні порушення, котрі видаються неістотними на перший погляд, але насправді здатні в жорсткій боротьбі серйозно вплинути на результат змагань. Але, попри ці труднощі, наша збірна взяла перше місце. |

Українська збірна — єдина команда, яка не зазнала на Олімпіаді жодної поразки. Відмінно зіграв лідер команди, Василь Іванчук, який став найкращим гравцем серед усіх учасників Олімпіади на першій шахівниці, здобувши 8 очок у 10-ти іграх. Павло Ельянов показав другий результат на третій шахівниці — 7 очок в 10-ти іграх. Захар Єфименко на четвертій шахівниці також показав другий результат — 7 очок в 10-ти іграх. Руслан Пономарьов, хоча і відзначився усього однією перемогою, але добре «тримав удар», не програвши жодної партії.
Це друга золота олімпійська медаль чоловічої збірної (перед цим українці святкували перемогу на Олімпіаді 2004 в іспанській Кальвії).
За збірну Росії вперше виступав переможець (у складі збірної України) шахової олімпіади 2004 Сергій Карякін, який за рік до олімпіади змінив українське громадянство на російське.
Лідер збірної України Василь Іванчук зазначив що ця перемога має вплинути на розвиток шахів в Україні:
|  | Поки пройшло ще дуже мало часу з моменту обрання нового президента ФШУ. Перемога збірної на Олімпіаді - це великий успіх, і я думаю, що завдяки цьому з'явиться стимул для розвитку шахів в Україні. Сподіваюся, у нас з'являться престижні турніри, можливо, навіть турніри рівня Лінареса, Вейк-ан-Зеє або Меморіалу Таля. |

## Розвиток подій

### Тур 1
21 вересня 2010 року, відбувся перший тур 39-ї шахової Олімпіади. Згідно з правилами команди були відсортовані за середнім рейтингом і у першому турі зустрічались «сильніша» половина списку зі «слабкішою» половиною. Такий поділ пов'язаний з тим, що виграш однієї сильної команди у іншої команди такої ж сили нееквівалентний виграшу слабкої команди у слабкої.
Фаворити змагань виграли свої матчі, щоправда, з різним рахунком.
Україна розгромила збірну Іраку з рахунком 0-4:
- Ахмед Абдул Саттар Абдулвхаб — Василь Іванчук — 0:1
- Павло Ельянов — Аль-Алі Хуссеін Алі Хуссеін — 1:0
- Аль-Саффар Араз Басім Мохаммед — Захар Єфименко — 0:1
- Олександр Моїсеєнко — Ноах А. Х. Аль-Алі — 1:0

Команда Ємену відмовилась грати проти команди Ізраїлю, і їй було зараховано поразку.
- КО — командні очки

| 1-й тур 21.09.2010 | 1-й тур 21.09.2010 | 1-й тур 21.09.2010 | 1-й тур 21.09.2010 | 1-й тур 21.09.2010 | 1-й тур 21.09.2010 | 1-й тур 21.09.2010 | 1-й тур 21.09.2010       |
| №                  | Команда            | КО                 | Очки               | Результат          | Очки               | КО                 | Команда                  |
| ------------------ | ------------------ | ------------------ | ------------------ | ------------------ | ------------------ | ------------------ | ------------------------ |
| 1                  | Росія 1            | 0                  | 0                  | 3½:½               | 0                  | 0                  | Ірландія                 |
| 2                  | Ірак               | 0                  | 0                  | 0:4                | 0                  | 0                  | Україна                  |
| 3                  | КНР                | 0                  | 0                  | 3½:½               | 0                  | 0                  | Киргизстан               |
| 4                  | IBCA               | 0                  | 0                  | 0:4                | 0                  | 0                  | Росія 2                  |
| 5                  | Угорщина           | 0                  | 0                  | 3½:½               | 0                  | 0                  | Йорданія                 |
| 6                  | Коста-Рика         | 0                  | 0                  | 1:3                | 0                  | 0                  | Вірменія                 |
| 7                  | Азербайджан        | 0                  | 0                  | 3½:½               | 0                  | 0                  | ПАР                      |
| 8                  | Бангладеш          | 0                  | 0                  | ½:3½               | 0                  | 0                  | Болгарія                 |
| 9                  | США                | 0                  | 0                  | 4:0                | 0                  | 0                  | Фарерські острови        |
| 10                 | Парагвай           | 0                  | 0                  | ½:3½               | 0                  | 0                  | Франція                  |
| 11                 | Ізраїль            | 0                  | 0                  | 4:0                | 0                  | 0                  | Ємен                     |
| 12                 | Малайзія           | 0                  | 0                  | ½:3½               | 0                  | 0                  | Велика Британія          |
| 13                 | Нідерланди         | 0                  | 0                  | 3:1                | 0                  | 0                  | Домініканська Республіка |
| 14                 | Андорра            | 0                  | 0                  | ½:3½               | 0                  | 0                  | Росія 3                  |
| 15                 | Польща             | 0                  | 0                  | 4:0                | 0                  | 0                  | Люксембург               |

### Тур 2
Впевнена перемога над збірною Шотландії:
- Василь Іванчук — Колін Макнаб — 1:0
- Кетеван Арахамія-Грант — Павло Ельянов — 0:1
- Захар Єфименко — Джон Шоу — 1:0
- Стівен Бьорнс-Менніон — Олександр Моїсеєнко — 0:1

| 2-й тур 22.09.2010 | 2-й тур 22.09.2010   | 2-й тур 22.09.2010 | 2-й тур 22.09.2010 | 2-й тур 22.09.2010 | 2-й тур 22.09.2010 | 2-й тур 22.09.2010 | 2-й тур 22.09.2010 |
| №                  | Команда              | КО                 | Очки               | Результат          | Очки               | КО                 | Команда            |
| ------------------ | -------------------- | ------------------ | ------------------ | ------------------ | ------------------ | ------------------ | ------------------ |
| 1                  | Україна              | 2                  | 4                  | 4:0                | 4                  | 2                  | Велика Британія    |
| 2                  | Росія 2              | 2                  | 4                  | 3½:½               | 4                  | 2                  | Венесуела          |
| 3                  | Монголія             | 2                  | 4                  | ½:3½               | 4                  | 2                  | США                |
| 4                  | Ізраїль              | 2                  | 4                  | 2:2                | 4                  | 2                  | Індонезія          |
| 5                  | Албанія              | 2                  | 4                  | 0:4                | 4                  | 2                  | Польща             |
| 6                  | Куба                 | 2                  | 4                  | 3:1                | 4                  | 2                  | Туркменістан       |
| 7                  | ICSC                 | 2                  | 4                  | ½:3½               | 4                  | 2                  | Індія              |
| 8                  | Грузія               | 2                  | 4                  | 4:0                | 4                  | 2                  | Сінгапур           |
| 9                  | Росія 1              | 2                  | 3½                 | 3:1                | 4                  | 2                  | Сербія             |
| 10                 | Бразилія             | 2                  | 4                  | 1:3                | 3½                 | 2                  | КНР                |
| 11                 | Аргентина            | 2                  | 4                  | 1½:2½              | 3½                 | 2                  | Угорщина           |
| 12                 | Азербайджан          | 2                  | 3½                 | 1½:2½              | 4                  | 2                  | В'єтнам            |
| 13                 | Хорватія             | 2                  | 4                  | 2½:1½              | 3½                 | 2                  | Болгарія           |
| 14                 | Франція              | 2                  | 3½                 | 2:2                | 4                  | 2                  | Словенія           |
| 15                 | Боснія і Герцеговина | 2                  | 4                  | 2½:1½              | 3½                 | 2                  | Велика Британія    |

### Тур 3
В третьому турі чоловіча збірна України зіграла внічию зі збірною Хорватії:
- Хрвоє Стевич — Руслан Пономарьов — 0,5:0,5
- Павло Ельянов — Зденко Кожул — 0,5:0,5
- Іван Шаріч — Захар Єфименко — 0:1
- Олександр Моїсеєнко — Младен Палач — 0:1

| 3-й тур 23.09.2010 | 3-й тур 23.09.2010 | 3-й тур 23.09.2010 | 3-й тур 23.09.2010 | 3-й тур 23.09.2010 | 3-й тур 23.09.2010 | 3-й тур 23.09.2010 | 3-й тур 23.09.2010   |
| №                  | Команда            | КО                 | Очки               | Результат          | Очки               | КО                 | Команда              |
| ------------------ | ------------------ | ------------------ | ------------------ | ------------------ | ------------------ | ------------------ | -------------------- |
| 1                  | Хорватія           | 4                  | 6½                 | 2:2                | 8                  | 4                  | Україна              |
| 2                  | Польща             | 4                  | 8                  | 2:2                | 6½                 | 4                  | Боснія і Герцеговина |
| 3                  | Мексика            | 4                  | 6½                 | 1½:2½              | 8                  | 4                  | Грузія               |
| 4                  | Перу               | 4                  | 6½                 | ½:3½               | 7½                 | 4                  | Росія 2              |
| 5                  | США                | 4                  | 7½                 | 3:1                | 6½                 | 4                  | Чилі                 |
| 6                  | Індія              | 4                  | 7½                 | 2½:1½              | 6½                 | 4                  | Колумбія             |
| 7                  | Росія 3            | 4                  | 6                  | 2½:1½              | 7                  | 4                  | Куба                 |
| 8                  | Іспанія            | 4                  | 6                  | 4:0                | 7                  | 4                  | Латвія               |
| 9                  | Росія 5            | 4                  | 5½                 | 1:3                | 6½                 | 4                  | Норвегія             |
| 10                 | В'єтнам            | 4                  | 6½                 | 2½:1½              | 5½                 | 4                  | Узбекистан           |
| 11                 | Бельгія            | 4                  | 6½                 | 1:3                | 7½                 | 4                  | Естонія              |
| 12                 | Чехія              | 4                  | 7                  | 1½:2½              | 6                  | 4                  | Угорщина             |
| 13                 | Італія             | 4                  | 6                  | 1:3                | 6½                 | 4                  | Росія 1              |
| 14                 | КНР                | 4                  | 6½                 | 3½:½               | 6                  | 4                  | Молдова              |
| 15                 | Туреччина          | 4                  | 6                  | ½:3½               | 6½                 | 4                  | Вірменія             |

### Тур 4
В четвертому турі завдяки перемозі Василя Іванчука українці з мінімальним рахунком переграли збірну Словенії:
- Василь Іванчук — Олександр Бєлявський — 1:0
- Лука Леніч — Руслан Пономарьов — 0,5:0,5
- Захар Єфименко — Душко Павасович — 0,5:0,5
- Юре Борісек — Олександр Моїсеєнко — 0,5:0,5

| 4-й тур 24.09.2010 | 4-й тур 24.09.2010   | 4-й тур 24.09.2010 | 4-й тур 24.09.2010 | 4-й тур 24.09.2010 | 4-й тур 24.09.2010 | 4-й тур 24.09.2010 | 4-й тур 24.09.2010 |
| №                  | Команда              | КО                 | Очки               | Результат          | Очки               | КО                 | Команда            |
| ------------------ | -------------------- | ------------------ | ------------------ | ------------------ | ------------------ | ------------------ | ------------------ |
| 1                  | Росія 2              | 6                  | 11                 | 3:1                | 10                 | 6                  | Індія              |
| 2                  | Угорщина             | 6                  | 8½                 | 2½:1½              | 10                 | 6                  | КНР                |
| 3                  | Вірменія             | 6                  | 10                 | 2½:1½              | 8½                 | 6                  | Росія 3            |
| 4                  | Нідерланди           | 6                  | 8                  | 3:1                | 10                 | 6                  | Іспанія            |
| 5                  | Росія 1              | 6                  | 9½                 | 3:1                | 10½                | 6                  | США                |
| 6                  | Грузія               | 6                  | 10½                | 3½:½               | 9½                 | 6                  | Норвегія           |
| 7                  | Естонія              | 6                  | 10½                | ½:3½               | 9                  | 6                  | В'єтнам            |
| 8                  | Україна              | 5                  | 10                 | 2½:1½              | 8½                 | 5                  | Словенія           |
| 9                  | Єгипет               | 5                  | 8½                 | 1:3                | 10                 | 5                  | Польща             |
| 10                 | Швеція               | 5                  | 7½                 | 2½:1½              | 8½                 | 5                  | Хорватія           |
| 11                 | Боснія і Герцеговина | 5                  | 8½                 | 2½:1½              | 8½                 | 5                  | Греція             |
| 12                 | Куба                 | 4                  | 8½                 | 2½:1½              | 7½                 | 4                  | Бельгія            |
| 13                 | Еквадор              | 4                  | 7½                 | 1:3                | 8½                 | 4                  | Чехія              |
| 14                 | Сінгапур             | 4                  | 6½                 | 1:3                | 8                  | 4                  | Мексика            |
| 15                 | Німеччина            | 4                  | 9                  | 2½:1½              | 7½                 | 4                  | Чилі               |

### Тур 5
Перемога над збірною Боснії й Герциговини з рахунком 3-1:
- Іван Соколов — Василь Іванчук — 0:1
- Боркі Предоєвич — Руслан Пономарьов — 0,5:0,5
- Емір Діждаревіц — Павло Ельянов — — 0,5:0,5
- Далібор Стоянович — Захар Єфименко — 0:1

| 5-й тур 25.09.2010 | 5-й тур 25.09.2010   | 5-й тур 25.09.2010 | 5-й тур 25.09.2010 | 5-й тур 25.09.2010 | 5-й тур 25.09.2010 | 5-й тур 25.09.2010 | 5-й тур 25.09.2010 |
| №                  | Команда              | КО                 | Очки               | Результат          | Очки               | КО                 | Команда            |
| ------------------ | -------------------- | ------------------ | ------------------ | ------------------ | ------------------ | ------------------ | ------------------ |
| 1                  | Вірменія             | 8                  | 12½                | 2½:1½              | 14                 | 8                  | Росія 2            |
| 2                  | В'єтнам              | 8                  | 12½                | ½:3½               | 14                 | 8                  | Грузія             |
| 3                  | Угорщина             | 8                  | 11                 | 2½:1½              | 12½                | 8                  | Росія 1            |
| 4                  | Польща               | 7                  | 13                 | 2:2                | 11                 | 8                  | Нідерланди         |
| 5                  | Боснія і Герцеговина | 7                  | 11                 | 1:3                | 12½                | 7                  | Україна            |
| 6                  | Азербайджан          | 6                  | 12½                | 2½:1½              | 10                 | 7                  | Швеція             |
| 7                  | Чехія                | 6                  | 11½                | 4:0                | 11                 | 6                  | Мексика            |
| 8                  | КНР                  | 6                  | 11½                | 2:2                | 11                 | 6                  | Словаччина         |
| 9                  | Італія               | 6                  | 10                 | 2:2                | 11                 | 6                  | Куба               |
| 10                 | США                  | 6                  | 11½                | 3:1                | 11                 | 6                  | Аргентина          |
| 11                 | Норвегія             | 6                  | 10                 | 2:2                | 11                 | 6                  | Іспанія            |
| 12                 | Ізраїль              | 6                  | 11                 | 1½:2½              | 10                 | 6                  | Росія 3            |
| 13                 | Індія                | 6                  | 11                 | 3:1                | 13                 | 6                  | Болгарія           |
| 14                 | Франція              | 6                  | 10½                | 2:2                | 11                 | 6                  | Велика Британія    |
| 15                 | Естонія              | 6                  | 11                 | 2½:1½              | 11½                | 6                  | Німеччина          |

### Тур 6
Перемога над збірною Угорщини 3-1:
- Василь Іванчук — Петер Леко — 1:0
- Золтан Алмаші — Руслан Пономарьов — 0,5:0,5
- Павло Ельянов — Юдіт Полгар — 1:0
- Ференц Беркеш — Захар Єфименко — 0,5:0,5

Чоловіча збірна України у загальному заліку змагань вийшла на перше місце. Українці мають 11 командних очок. По 11 очок мають також збірні Вірменії і Грузії, але Україна випереджає їх за додатковими показниками.
| 6-й тур 27.09.2010 | 6-й тур 27.09.2010 | 6-й тур 27.09.2010 | 6-й тур 27.09.2010 | 6-й тур 27.09.2010 | 6-й тур 27.09.2010 | 6-й тур 27.09.2010 | 6-й тур 27.09.2010   |
| №                  | Команда            | КО                 | Очки               | Результат          | Очки               | КО                 | Команда              |
| ------------------ | ------------------ | ------------------ | ------------------ | ------------------ | ------------------ | ------------------ | -------------------- |
| 1                  | Грузія             | 10                 | 17½                | 2:2                | 15                 | 10                 | Вірменія             |
| 2                  | Україна            | 9                  | 15½                | 3:1                | 13½                | 10                 | Угорщина             |
| 3                  | Росія 2            | 8                  | 15½                | 3:1                | 13                 | 9                  | Нідерланди           |
| 4                  | Росія 1            | 8                  | 14                 | 2½:1½              | 15½                | 8                  | Чехія                |
| 5                  | Азербайджан        | 8                  | 15                 | 3:1                | 14                 | 8                  | Індія                |
| 6                  | В'єтнам            | 8                  | 13                 | 1½:2½              | 14½                | 8                  | США                  |
| 7                  | Польща             | 8                  | 15                 | 3:1                | 13½                | 8                  | Естонія              |
| 8                  | Росія 3            | 8                  | 12½                | 2:2                | 14                 | 7                  | Греція               |
| 9                  | Чорногорія         | 7                  | 13                 | 1½:2½              | 13½                | 7                  | КНР                  |
| 10                 | Куба               | 7                  | 13                 | 3:1                | 12                 | 7                  | Боснія і Герцеговина |
| 11                 | Словаччина         | 7                  | 13                 | 2:2                | 11½                | 7                  | Швеція               |
| 12                 | Іспанія            | 7                  | 13                 | 3:1                | 12                 | 7                  | Італія               |
| 13                 | Фінляндія          | 7                  | 13                 | 0:4                | 13½                | 7                  | Бразилія             |
| 14                 | Іран               | 7                  | 13                 | 3:1                | 14                 | 7                  | Ісландія             |
| 15                 | Хорватія           | 7                  | 12½                | 2:2                | 13½                | 7                  | Канада               |

### Тур 7
У сьомому турі українці здобули важливу перемогу над сильною командою Грузії.
Перемогу українцям приніс Василь Іванчук. Львів'янин на 34-му ході виграв партію у Баадура Джобави. Руслан Пономарьов, Павло Ельянов і Захар Єфименко свої партії зіграли внічию.
Після семи турів українці здобули 13 очок і знаходяться на першому місці.
- Василь Іванчук — Баадур Джобава — 1:0
- Мераб Гагунашвілі — Руслан Пономарьов — 0,5:0,5
- Павло Ельянов — Міхал Мчедлішвілі — 0,5:0,5
- Леван Панцулая — Захар Єфименко — 0,5:0,5

| 7-й тур 28.09.2010 | 7-й тур 28.09.2010 | 7-й тур 28.09.2010 | 7-й тур 28.09.2010 | 7-й тур 28.09.2010 | 7-й тур 28.09.2010 | 7-й тур 28.09.2010 | 7-й тур 28.09.2010 |
| №                  | Команда            | КО                 | Очки               | Результат          | Очки               | КО                 | Команда            |
| ------------------ | ------------------ | ------------------ | ------------------ | ------------------ | ------------------ | ------------------ | ------------------ |
| 1                  | Україна            | 11                 | 18½                | 2½:1½              | 19½                | 11                 | Грузія             |
| 2                  | Вірменія           | 11                 | 17                 | 1½:2½              | 18                 | 10                 | Азербайджан        |
| 3                  | Росія 2            | 10                 | 18½                | 1½:2½              | 16½                | 10                 | Росія 1            |
| 4                  | США                | 10                 | 17                 | 2:2                | 18                 | 10                 | Польща             |
| 5                  | Бразилія           | 9                  | 17½                | 1:3                | 14½                | 10                 | Угорщина           |
| 6                  | Росія 3            | 9                  | 14½                | 2:2                | 16                 | 9                  | Іран               |
| 7                  | КНР                | 9                  | 16                 | 4:0                | 15½                | 9                  | Туркменістан       |
| 8                  | Білорусь           | 9                  | 17                 | 3:1                | 15½                | 9                  | Велика Британія    |
| 9                  | Нідерланди         | 9                  | 14                 | 2:2                | 16                 | 9                  | Куба               |
| 10                 | Франція            | 9                  | 15                 | 2½:1½              | 16                 | 9                  | Іспанія            |
| 11                 | Чехія              | 8                  | 17                 | 2:2                | 15                 | 8                  | Індія              |
| 12                 | Німеччина          | 8                  | 16½                | 2:2                | 14½                | 8                  | В'єтнам            |
| 13                 | Узбекистан         | 8                  | 15                 | 1½:2½              | 16                 | 8                  | Ізраїль            |
| 14                 | Швеція             | 8                  | 13½                | 2:2                | 15½                | 8                  | Аргентина          |
| 15                 | Греція             | 8                  | 16                 | 2:2                | 14½                | 8                  | Хорватія           |

### Тур 8
У восьмому турі збірна України зіграла внічию з господарями змагань збірною Росії.
- Володимир Крамник — Василь Іванчук — 0,5:0,5
- Руслан Пономарьов — Петро Свідлер — 0,5:0,5
- Сергій Карякін — Павло Ельянов — 1:0
- Захар Єфименко — Володимир Малахов — 1:0

| 8-й тур 29.09.2010 | 8-й тур 29.09.2010 | 8-й тур 29.09.2010 | 8-й тур 29.09.2010 | 8-й тур 29.09.2010 | 8-й тур 29.09.2010 | 8-й тур 29.09.2010 | 8-й тур 29.09.2010 |
| №                  | Команда            | КО                 | Очки               | Результат          | Очки               | КО                 | Команда            |
| ------------------ | ------------------ | ------------------ | ------------------ | ------------------ | ------------------ | ------------------ | ------------------ |
| 1                  | Росія 1            | 12                 | 19                 | 2:2                | 21                 | 13                 | Україна            |
| 2                  | Угорщина           | 12                 | 17½                | 2:2                | 20½                | 12                 | Азербайджан        |
| 3                  | Грузія             | 11                 | 21                 | 2½:1½              | 20                 | 11                 | Білорусь           |
| 4                  | США                | 11                 | 19                 | 2:2                | 20                 | 11                 | КНР                |
| 5                  | Польща             | 11                 | 20                 | 1½:2½              | 18½                | 11                 | Вірменія           |
| 6                  | Франція            | 11                 | 17½                | 2½:1½              | 20                 | 10                 | Росія 2            |
| 7                  | Сербія             | 10                 | 19                 | 2:2                | 17½                | 10                 | Словаччина         |
| 8                  | Ізраїль            | 10                 | 18½                | 3:1                | 16                 | 10                 | Нідерланди         |
| 9                  | Іран               | 10                 | 18                 | 1:3                | 18                 | 10                 | Куба               |
| 10                 | Естонія            | 10                 | 17½                | 2:2                | 16½                | 10                 | Росія 3            |
| 11                 | Болгарія           | 9                  | 19                 | 2½:1½              | 17                 | 9                  | Філіппіни          |
| 12                 | Австралія          | 9                  | 17                 | 1½:2½              | 19                 | 9                  | Чехія              |
| 13                 | Ірландія           | 9                  | 19                 | ½:3½               | 17                 | 9                  | Колумбія           |
| 14                 | Киргизстан         | 9                  | 17                 | 1½:2½              | 18½                | 9                  | Бразилія           |
| 15                 | Велика Британія    | 9                  | 16½                | 3½:½               | 18½                | 9                  | Німеччина          |

### Тур 9
Українці перемогли Азербайджан (2.5-1.5).
- Шахріяр Мамедьяров — Василь Іванчук — 1:0
- Руслан Пономарьов — Теймур Раджабов — 0,5:0,5
- Рауф Мамедов — Павло Ельянов — 0:1
- Захар Єфименко — Ельтадж Сафарлі — 1:0

Першими свою партію завершили Павло Ельянов і Рауф Мамедов. На 31-му ході азербайджанець зрозумів, що далі грати немає сенсу і погодився з поразкою.
Поєдинок між Русланом Пономарьовим і Теймуром Раджабовим завершився внічию (на 38-му ході).
Василь Іванчук слідом за першою нічиєю (у матчі з росіянином Володимиром Крамником) зазнав першої поразки. Львів'янин поступився Шахріяру Мамедьярову. Партія завершилась на 48-му ході.
Захар Єфименко на 68-му ході виграв партію у Елтая Сафарлі і приніс Україні надважливу перемогу.
До завершення Олімпіади залишилось два тури. Українська команда випереджає росіян і французів на одне очко.
| 9-й тур 30.09.2010 | 9-й тур 30.09.2010 | 9-й тур 30.09.2010 | 9-й тур 30.09.2010 | 9-й тур 30.09.2010 | 9-й тур 30.09.2010 | 9-й тур 30.09.2010 | 9-й тур 30.09.2010 |
| №                  | Команда            | КО                 | Очки               | Результат          | Очки               | КО                 | Команда            |
| ------------------ | ------------------ | ------------------ | ------------------ | ------------------ | ------------------ | ------------------ | ------------------ |
| 1                  | Азербайджан        | 13                 | 22½                | 1½:2½              | 23                 | 14                 | Україна            |
| 2                  | Вірменія           | 13                 | 21                 | 1½:2½              | 21                 | 13                 | Росія 1            |
| 3                  | Грузія             | 13                 | 23½                | 1½:2½              | 20                 | 13                 | Франція            |
| 4                  | Ізраїль            | 12                 | 21½                | 2½:1½              | 19½                | 13                 | Угорщина           |
| 5                  | Куба               | 12                 | 21                 | 1½:2½              | 22                 | 12                 | КНР                |
| 6                  | Болгарія           | 11                 | 21½                | 1½:2½              | 21                 | 12                 | США                |
| 7                  | Індія              | 11                 | 20                 | 1:3                | 21½                | 11                 | Польща             |
| 8                  | Чехія              | 11                 | 21½                | 3:1                | 20                 | 11                 | Канада             |
| 9                  | Хорватія           | 11                 | 19½                | 1½:2½              | 21                 | 11                 | Іспанія            |
| 10                 | Білорусь           | 11                 | 21½                | 2½:1½              | 19½                | 11                 | Словаччина         |
| 11                 | Росія 3            | 11                 | 18½                | 2:2                | 20                 | 11                 | Велика Британія    |
| 12                 | Норвегія           | 11                 | 19½                | 1½:2½              | 21                 | 11                 | Сербія             |
| 13                 | Бразилія           | 11                 | 21                 | 1:3                | 19½                | 11                 | Італія             |
| 14                 | Колумбія           | 11                 | 20½                | 2:2                | 19½                | 11                 | Естонія            |
| 15                 | Росія 2            | 10                 | 21½                | 2½:1½              | 19                 | 10                 | Іран               |

### Тур 10
Українці розгромили Францію і залишаються головними претендентами на «золото».
Україна — Франція — 3,5:0,5:
- Василь Іванчук — Максим Ваш'є-Лаграв — 1:0
- Лоран Фрессіне — Руслан Пономарьов — 0:1
- Павло Ельянов — Владислав Ткачьов — 1:0
- Себастьян Феллер — Захар Єфименко — 0,5:0,5

| 10-й тур 01.10.2010 | 10-й тур 01.10.2010 | 10-й тур 01.10.2010 | 10-й тур 01.10.2010 | 10-й тур 01.10.2010 | 10-й тур 01.10.2010 | 10-й тур 01.10.2010 | 10-й тур 01.10.2010 |
| №                   | Команда             | КО                  | Очки                | Результат           | Очки                | КО                  | Команда             |
| ------------------- | ------------------- | ------------------- | ------------------- | ------------------- | ------------------- | ------------------- | ------------------- |
| 1                   | Україна             | 16                  | 25½                 | 3½:½                | 22½                 | 15                  | Франція             |
| 2                   | КНР                 | 14                  | 24½                 | 1½:2½               | 23½                 | 15                  | Росія 1             |
| 3                   | США                 | 14                  | 23½                 | 1:3                 | 24                  | 14                  | Ізраїль             |
| 4                   | Іспанія             | 13                  | 23½                 | 3:1                 | 25                  | 13                  | Грузія              |
| 5                   | Сербія              | 13                  | 23½                 | 1:3                 | 24½                 | 13                  | Польща              |
| 6                   | Чехія               | 13                  | 24½                 | 1½:2½               | 22½                 | 13                  | Вірменія            |
| 7                   | Угорщина            | 13                  | 21                  | 3:1                 | 24                  | 13                  | Білорусь            |
| 8                   | Італія              | 13                  | 22½                 | 2:2                 | 24                  | 13                  | Азербайджан         |
| 9                   | Чилі                | 12                  | 22                  | 1:3                 | 24                  | 12                  | Росія 2             |
| 10                  | Греція              | 12                  | 22½                 | 2½:1½               | 21½                 | 12                  | Естонія             |
| 11                  | Єгипет              | 12                  | 21½                 | 1½:2½               | 22½                 | 12                  | Куба                |
| 12                  | Велика Британія     | 12                  | 22                  | 2:2                 | 19½                 | 12                  | Нідерланди          |
| 13                  | Росія 3             | 12                  | 20½                 | 3½:½                | 22½                 | 12                  | Колумбія            |
| 14                  | Бразилія            | 11                  | 22                  | 2½:1½               | 21                  | 11                  | Хорватія            |
| 15                  | Чорногорія          | 11                  | 22                  | 2:2                 | 20½                 | 11                  | В'єтнам             |

### Тур 11
Українська чоловіча збірна здобула золоті нагороди.
Ізраїль — Україна — 2:2
- Борис Гельфанд — Василь Іванчук — 0,5:0,5
- Руслан Пономарьов — Еміль Сутовський — 0,5:0,5
- Максим Родштейн — Павло Ельянов — 0,5:0,5
- Захар Єфименко — Віктор Міхалевський — 0,5:0,5

| 11-й тур 03.10.2010 | 11-й тур 03.10.2010 | 11-й тур 03.10.2010 | 11-й тур 03.10.2010 | 11-й тур 03.10.2010 | 11-й тур 03.10.2010 | 11-й тур 03.10.2010 | 11-й тур 03.10.2010 |
| №                   | Команда             | КО                  | Очки                | Результат           | Очки                | КО                  | Команда             |
| ------------------- | ------------------- | ------------------- | ------------------- | ------------------- | ------------------- | ------------------- | ------------------- |
| 1                   | Ізраїль             | 16                  | 27                  | 2:2                 | 29                  | 18                  | Україна             |
| 2                   | Росія 1             | 17                  | 26                  | 2:2                 | 26½                 | 15                  | Іспанія             |
| 3                   | Польща              | 15                  | 27½                 | 1½:2½               | 24                  | 15                  | Угорщина            |
| 4                   | Франція             | 15                  | 23                  | 2:2                 | 25                  | 15                  | Вірменія            |
| 5                   | Росія 2             | 14                  | 27                  | 2½:1½               | 25                  | 14                  | Греція              |
| 6                   | КНР                 | 14                  | 26                  | 3:1                 | 24½                 | 14                  | Італія              |
| 7                   | Азербайджан         | 14                  | 26                  | 2:2                 | 24                  | 14                  | Росія 3             |
| 8                   | Куба                | 14                  | 25                  | 1½:2½               | 24½                 | 14                  | США                 |
| 9                   | Велика Британія     | 13                  | 24                  | 2:2                 | 26                  | 13                  | Чехія               |
| 10                  | Індія               | 13                  | 24                  | 2½:1½               | 26                  | 13                  | Грузія              |
| 11                  | Білорусь            | 13                  | 25                  | 2½:1½               | 22½                 | 13                  | Швеція              |
| 12                  | Нідерланди          | 13                  | 21½                 | 3:1                 | 24½                 | 13                  | Сербія              |
| 13                  | Словаччина          | 13                  | 24                  | 2½:1½               | 26                  | 13                  | Росія 4             |
| 14                  | Словенія            | 13                  | 23½                 | 1½:2½               | 24½                 | 13                  | Бразилія            |
| 15                  | Данія               | 13                  | 24                  | 2½:1½               | 25½                 | 13                  | Австрія             |

## Підсумкова турнірна таблиця
- КО — командні очки
- СН — стартовий номер
- + — перемоги
- - — поразки
- = — нічиї

| Місце | СН | Країна      | + | = | − | КО | TB2   | TB3  | TB4 |
| ----- | -- | ----------- | - | - | - | -- | ----- | ---- | --- |
| 1     | 2  | Україна     | 8 | 3 | 0 | 19 | 380.5 | 31   | 143 |
| 2     | 1  | Росія 1     | 8 | 2 | 1 | 18 | 379.5 | 28   | 157 |
| 3     | 11 | Ізраїль     | 7 | 3 | 1 | 17 | 367.5 | 29   | 148 |
| 4     | 5  | Угорщина    | 8 | 1 | 2 | 17 | 355.5 | 26.5 | 157 |
| 5     | 3  | КНР         | 7 | 2 | 2 | 16 | 362   | 29   | 147 |
| 6     | 4  | Росія 2     | 8 | 0 | 3 | 16 | 355   | 29.5 | 144 |
| 7     | 6  | Вірменія    | 7 | 2 | 2 | 16 | 345   | 27   | 147 |
| 8     | 16 | Іспанія     | 7 | 2 | 2 | 16 | 332   | 28.5 | 137 |
| 9     | 9  | США         | 7 | 2 | 2 | 16 | 315.5 | 27   | 141 |
| 10    | 10 | Франція     | 6 | 4 | 1 | 16 | 311.5 | 25   | 149 |
| 11    | 15 | Польща      | 6 | 3 | 2 | 15 | 346.5 | 29   | 142 |
| 12    | 7  | Азербайджан | 6 | 3 | 2 | 15 | 333   | 28   | 143 |
| 13    | 14 | Росія 3     | 5 | 5 | 1 | 15 | 320.5 | 26   | 144 |
| 14    | 35 | Білорусь    | 7 | 1 | 3 | 15 | 307.5 | 27.5 | 135 |
| 15    | 13 | Нідерланди  | 6 | 3 | 2 | 15 | 305   | 24.5 | 144 |
| 16    | 22 | Словаччина  | 6 | 3 | 2 | 15 | 302.5 | 26.5 | 134 |
| 17    | 24 | Бразилія    | 7 | 1 | 3 | 15 | 290.5 | 27   | 133 |
| 18    | 19 | Індія       | 7 | 1 | 3 | 15 | 287   | 26.5 | 133 |
| 19    | 44 | Данія       | 7 | 1 | 3 | 15 | 257.5 | 26.5 | 119 |
| 20    | 17 | Чехія       | 6 | 2 | 3 | 14 | 338.5 | 28   | 142 |

## Галерея

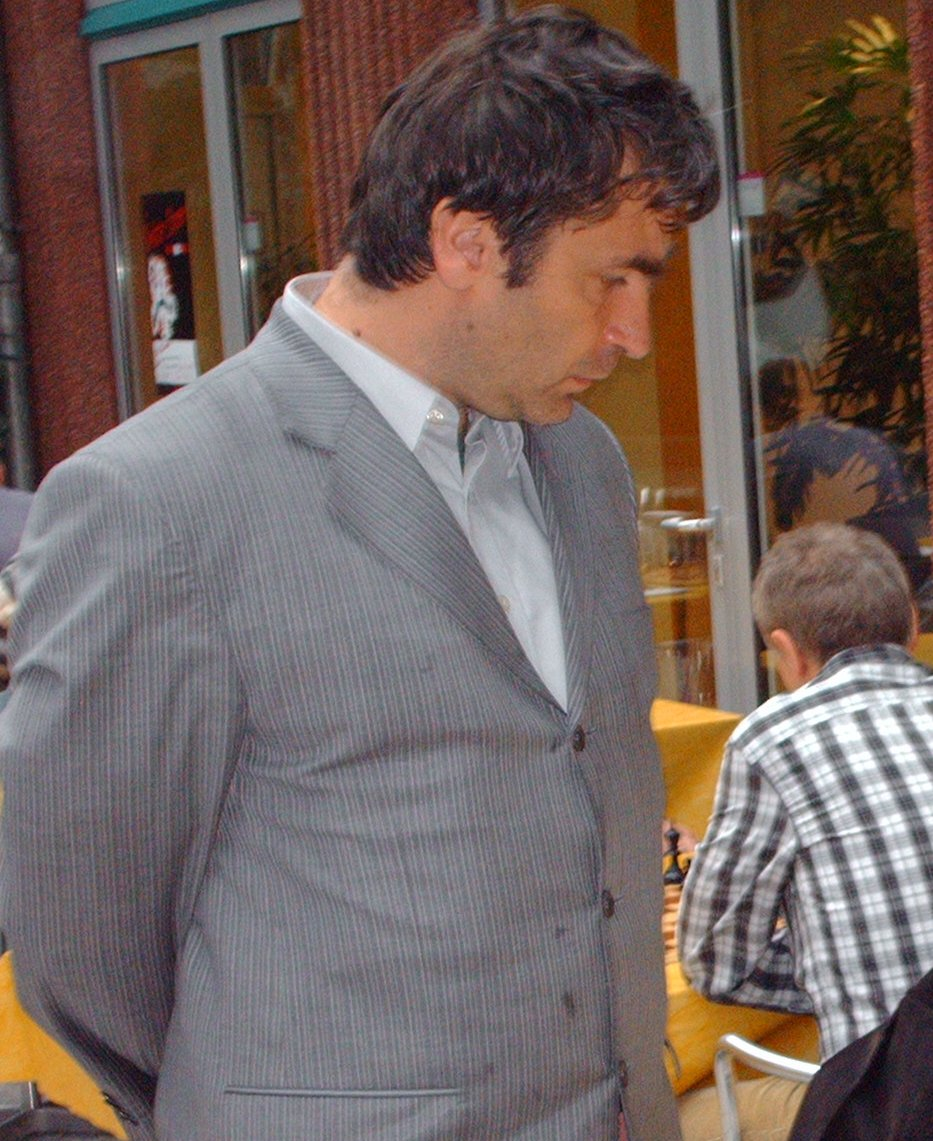
Василь Іванчук
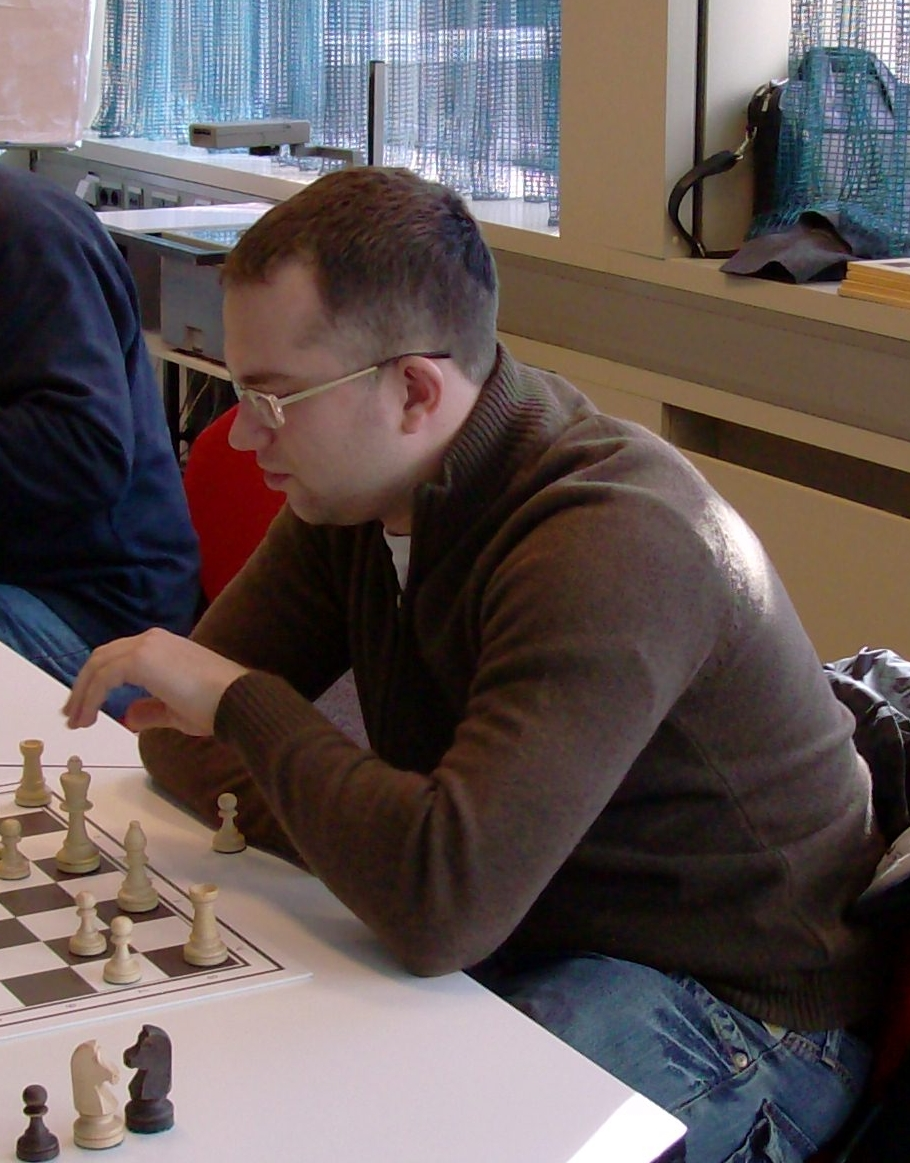
Павло Ельянов
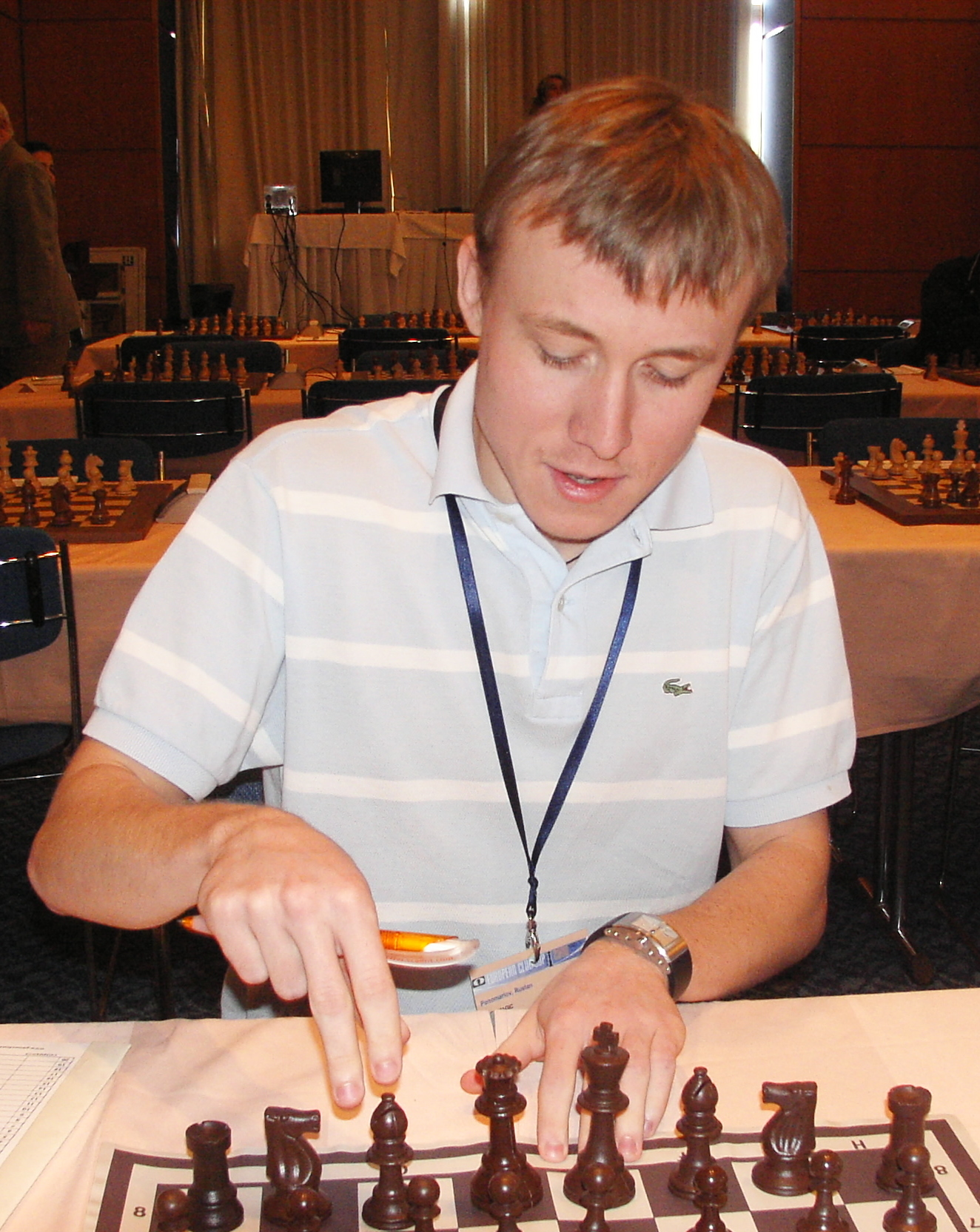
Руслан Пономарьов